# Artigues (Badalona)
Artigues o Artigas és un barri de Badalona del districte VI juntament amb Sant Roc i El Remei, situat al sud del municipi. Limita amb Sant Mori de Llefià, Sant Roc i Sant Adrià de Besòs. Té una població d'unes 2691 persones, amb un 51,6% d'homes i un 48,4% de dones; sent el col·lectiu immigrant un factor important amb un 36,7% del total.

## Història
A inicis del segle xx, el promotor d'origen xilè Francesc Artigues i Solà portà a terme la urbanització d'uns terrenys que tenia al llavors encara barri de Llefià, projecte que fou aprovat pel consistori el 1912. Sembla que Artigas i Solà, a part de dedicar-se al negoci immobiliari, també tenia una editorial i mantenia relacions comerciales amb Xile. Això hauria motivat que molts dels carrers són topònims relacionats amb aquest país, tals com Xile, Andes, Santiago o Valparaíso (actualment carrer de Rafael Casanova).
Alguns veïns de Badalona temien la declaració d'independència de la barriada, ja que s'identificava amb el títol de «Població Artigas». Encara que també es considerava que formava part de Sant Adrià de Besòs amb el nom de «Colònia Artigas» com es mostra en algunes imatges que s'han conservat. A partir de 1920, la nova barriada va començar a créixer i consolidar-se, tot i que les cases que es van construir tenien poc a veure amb els plànols originals presentats pel promotor, on hi havia torres baixes d'una sola planta i amb doble filera d'arbres. En aquest temps, es van començar a instal·lar fàbriques com la de La Seda, la química de Rovira, Bachs i Macià o els magatzems de l'empresa Petrolis Porto-Pi S.A.

### Entitats i equipaments
Als anys vint van començar a sorgir les primeres entitats, com el Club de Futbol Artiguense, el 1920, o La Rosa Artiguense, fundada el 1923 i dedicada al cant coral. En el local de La Rosa també es feien representacions teatrals, sarsueles i ball.
Amb el creixement d'Artigas van començar també a obrir-se les primeres escoles privades, el 1926, i escoles nacionals per a nens i nenes, que funcionaven ja l'any 1935. Altres entitats que es van formar posteriorment serien l'Agrupació Ciclista Artiguense, la Unión Esportiva Artiguense, el Club d'Escacs i Excursionista d'Artigas o la Secció Cultural i Recreativa Artiguense. Al barri no hi trobem cap centre educatiu públic, i sí una llar d'infants privada, la Tam-tam, i el Col·legi Santíssima Trinitat, un centre concertat on s'imparteix des del segon cicle d'educació infantil fins a secundària.

## Transport
Té estació de metro des de 1985, sent inicialment de la L4 com Joan XXIII i posteriorment integrat a la L2 amb el nom actual d'Artigues - Sant Adrià. També té diverses línies d'autobús que passen pels límits del barri operats per TUSGSAL i una per TMB:
- B14 (St. Adrià de Besòs Rodalies - Sta. Coloma Can Franquesa)[6]
- B20 (Sta. Coloma Oliveres - Barcelona Rda. Sant Pere)[7]
- B25 (Badalona Pomar - Barcelona Rda. Sant Pere)[8]
- B26 (Badalona H. Can Ruti - St. Adrià de Besòs Rodalies)[9]
- B30 (Sta. Coloma Can Franquesa - Tiana La Virreina)[10]
- B31 (Badalona Manresà - Sta. Coloma Pl. de la Vila)[11]
- N11 (Barcelona Pl. Catalunya - Badalona H. Can Ruti)[12]
- 44 (Estació de Sants - Olímpic de Badalona, TMB)[13]

## Veïns il·lustres
- Melani Olivares (1973), actriu[14]